# Zhangye-Danxia-Geopark
Der Zhangye-Danxia-Geopark ist ein Geopark unweit der Stadt Zhangye im Nordwesten der chinesischen Provinz Gansu. Es handelt sich um eine Felslandschaft, die für ihre besondere Farbenvielfalt überregional bekannt ist. Im November 2011 erhielt das Gebiet den Status eines Nationalparks.
Das 510 Quadratkilometer große Gebiet liegt etwa 40 Kilometer westlich von Zhangye an den nördlichen Ausläufern des Qilian-Gebirges. Es befindet sich in den Kreisen Linze und Sunan und erreicht Höhen zwischen 2000 und 3800 Metern über dem Meeresspiegel.
Die Landschaft entstand im Tertiär: ältere Sedimente, vorwiegend Sandstein aus unterschiedlichen Mineralen, wurden durch dieselben plattentektonischen Prozesse überformt und aufgefaltet, die auch zur Entstehung des Himalaya führten. Im Laufe von 24 Millionen Jahren formte die Erosion den roten Sandstein dann durch Wind und Regen zu einer Landschaft mit vielfältigen Formen, Mustern und auffallenden Farben.
Die Zhangye-Danxia-Landschaft wird mit einigen anderen auf die gleiche Weise entstandenen Sandsteinformationen in China unter dem Begriff Danxia-Landschaften (丹霞地貌,  dānxiá dìmào) geführt, der Farbreichtum dieses Nationalparkes ist jedoch einzigartig. Das chinesische Wort danxia (丹霞) bedeutet etwa „rote Wolken“.